# CRIq
Il questionario CRIq (Cognitive Reserve Index questionnaire) è uno strumento per quantificare in modo standardizzato la riserva cognitiva di un individuo. 

## Fattori alla base della misurazione
Il CRIq è stato costruito sulla base dei principali indici di riserva cognitiva riportati in letteratura. Oltre all'età, il questionario raccoglie informazioni relative al percorso scolastico, al tipo di lavoro, e alle attività svolte durante il tempo libero. La formazione scolastica costituisce la prima fondamentale fonte di riserva cognitiva dell'individuo ed è dunque uno degli indici di stima più frequentemente adoperati. Numerosi studi hanno poi dimostrato che una seconda fonte di riserva cognitiva, indipendente ed additiva alla prima, è l'attività lavorativa. Ancora, confrontando soggetti equivalenti per scolarità e lavoro, coloro che sono impegnati in attività di tempo libero più intense, e più stimolanti dal punto di vista cognitivo, risultano avere una maggiore riserva cognitiva.

### Indici di riserva cognitiva (CRI index)
Per ciascuno di questi tre ambiti viene calcolato un indice (rispettivamente CRI-Scuola, CRI-Lavoro, CRI-TempoLibero) poi combinati in un unico valore chiamato "Indice di Riserva Cognitiva" (CRI, Cognitive Reserve Index). Il punteggio finale del questionario CRIq e i suoi tre sottoindici sono espressi su una scala con media 100 e deviazione standard 15 (esattamente come il QI).
L'indice CRI risulta utile sia nella ricerca di base sia nella pratica clinica. Nella ricerca di base è necessario l'uso di uno strumento standardizzato di valutazione della riserva cognitiva ogni qual volta sia necessario misurare aspetti delle capacità cognitive di un individuo alla luce del suo stile di vita. Nella pratica clinica potrebbe rivelarsi decisiva l'informazione di un paziente con un alto CRI e una bassa prestazione in un test di intelligenza, indizio di un sospetto deterioramento cognitivo.